# Heinrich von und zu Egloffstein

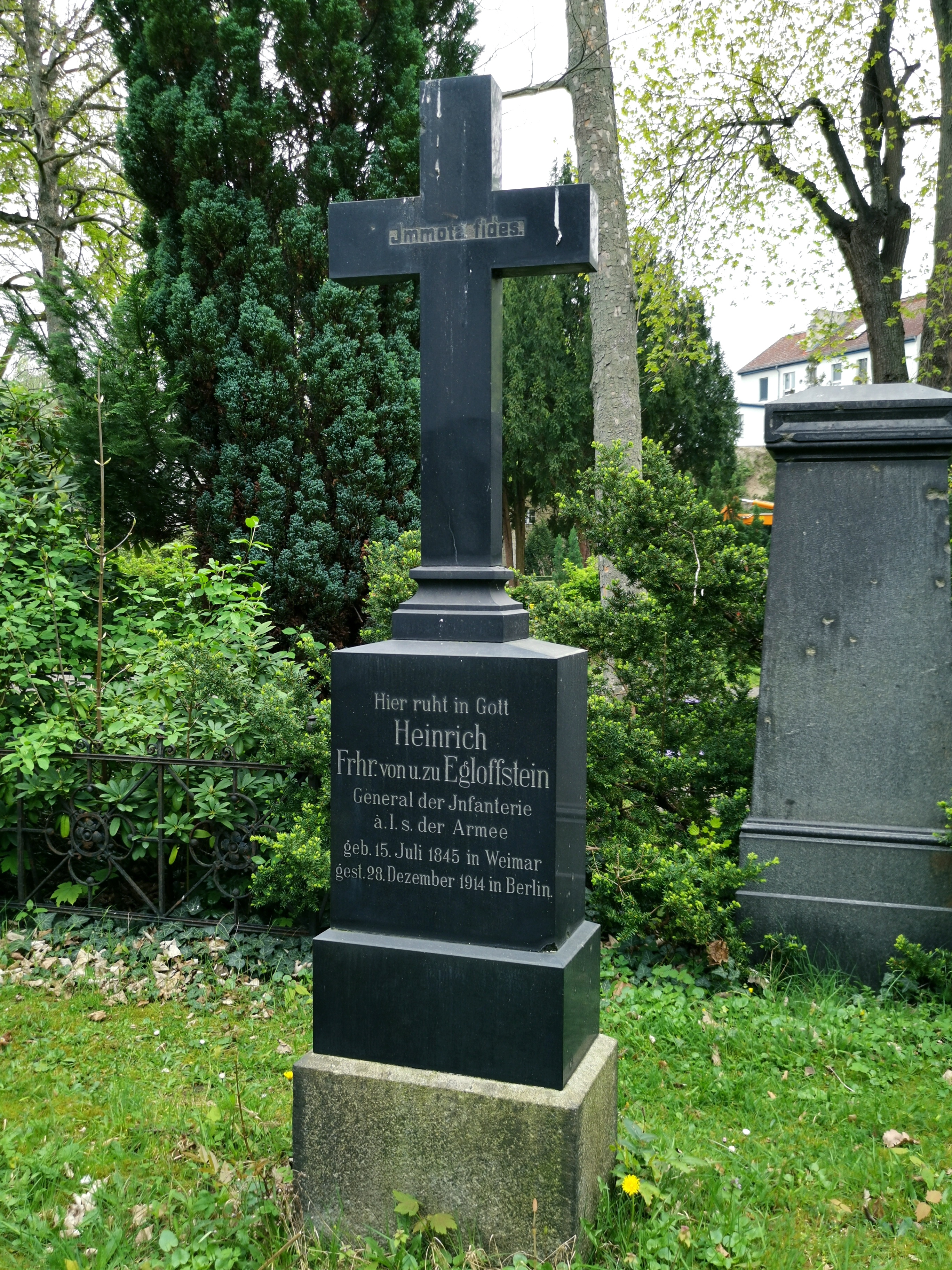
Grab Dorotheenstädtischer Friedhof II Liesenstraße, Berlin-Wedding

Heinrich Karl Albert Freiherr von und zu Egloffstein (* 15. Juli 1845 in Weimar; † 28. Dezember 1914) war ein preußischer General der Infanterie und Hofmarschall.

## Leben

### Herkunft
Heinrich entstammte dem Adelsgeschlecht von Egloffstein. Er war der Sohn des Oberlandesgerichtspräsidenten in Jena Julius von Egloffstein (1809–1884) und dessen Ehefrau Marie, geborene Vitzthum von Egersberg (1817–1885). Seine Brüder Klaus (1844–1933) und Wilhelm (1853–1929) stiegen auch zu Generalen der Infanterie auf.

### Militärkarriere
Egloffstein besuchte das Gymnasium in Weimar und die Klosterschule Roßleben. Am 11. März 1864 trat er als Dreijährig-Freiwilliger mit Aussicht auf Beförderung in das Brandenburgische Jäger-Bataillon Nr. 3 der Preußischen Armee ein und nahm im gleichen Jahr während des Krieges gegen Dänemark am Übergang nach Alsen teil. Mit seiner Beförderung zum Sekondeleutnant wurde Egloffstein am 11. Oktober 1865 in das 2. Schlesische Jäger-Bataillon Nr. 6 versetzt. Im Deutschen Krieg befand er sich zunächst beim mobilen Truppenteil und vom 25. Juni bis 28. August 1866 bei der Ersatzkompanie des Bataillons. Mit seinem Verband kämpfte Egloffstein im Krieg gegen Frankreich im Gefecht bei Pfalzburg, erhielt dafür das Eiserne Kreuz II. Klasse, und nahm an der Belagerung von Paris teil. Am 20. Oktober 1870 kommandierte man ihn zum 2. Reserve-Jäger-Bataillon, wo er als Adjutant fungierte und bis zum 29. Januar 1871 zur Sicherung der Etappenline in der Champagne eingesetzt wurde.
Nach dem Vorfrieden von Versailles wurde Egloffstein am 12. März 1871 zum persönlichen Adjutanten des Herzogs von Sachsen-Altenburg ernannt. Er avancierte im Juli 1871 zum Premierleutnant sowie im April 1876 zum Hauptmann. Unter Entbindung von seiner Stellung als persönlicher Adjutant folgte am 19. April 1877 die Versetzung als Kompaniechef in das Kaiser Franz Garde-Grenadier-Regiment Nr. 2. Im September 1883 nahm Egloffstein an der Generalstabsreise des Gardekorps teil. Am 12. Januar 1884 wurde er unter Stellung à la suite des Regiments zum 2. Adjutanten des Kriegsministers Paul Bronsart von Schellendorff ernannt. Unter Belassung in diesem Kommando und unter Beförderung zum überzähligen Major erfolgte am 29. Mai 1884 seine Versetzung à la suite in das Garde-Füsilier-Regiment. Vom 20. November 1888 bis zum 26. Januar 1890 war er als Bataillonskommandeur im 1. Garde-Regiment zu Fuß tätig und wurde anschließend mit den Funktionen des etatsmäßigen Stabsoffiziers beauftragt. Mit der Beförderung zum Oberstleutnant erfolgte am 24. März 1890 seine Ernennung zu dieser Funktion. Unter Stellung à la suite des Regiments beauftragte man Egloffstein am 27. Januar 1893 mit der Führung des 1. Großherzoglich Hessischen Infanterie-(Leibgarde) Regiments Nr. 115 und am 14. Februar 1894 wurde er als Oberst zum Regimentskommandeur ernannt. 
Am 12. Juni 1894 trat Egloffstein in den Hofdienst von Kaiser Wilhelm II. ein. Er wurde daher mit der gesetzlichen Pension zur Disposition gestellt und gleichzeitig beim 2. Aufgebot des 1. Garde-Landwehr-Regiments wieder angestellt. Als Hofmarschall stand Egloffstein à la suite der Armee und ihm wurde in dieser Stellung am 10. April 1901 der Charakter eines Generalleutnants sowie am 16. Juni 1913 eines Generals der Infanterie verliehen. Außerdem erhielt er am 27. Januar 1911 die Erlaubnis zum Tragen der Uniform des Kaiser Franz Garde-Grenadier-Regiments Nr. 2. Er verstarb während des Ersten Weltkriegs unverheiratet in Ausübung seines Dienstes.